# Křepel chocholatý
Křepel chocholatý (Colinus cristatus) je hrabavý pták z čeledi křepelovitých, jehož areál výskytu se pohybuje od jižních částí Střední Ameriky (Panama, Kostarika) po severní oblasti Jižní Ameriky (Guayana, Venezuela, Bolívie, severní Brazílie a další)

## Systematika
Druh poprvé popsal Carl Linnaeus v roce 1766. K roku 2022 se rozeznávalo 13 poddruhů s následujícím rozšířením:
- C. c. mariae Wetmore, 1962 – severozápad Kostariky, severozápad Panamy
- C. c. panamensis Dickey & Van Rossem, 1930 – jihozápad Panamy
- C. c. decoratus (Todd, 1917) – severní Kolumbie
- C. c. littoralis (Todd, 1917) – předhůří Santa Marty (severovýchodní Kolumbie)
- C. c. cristatus (Linnaeus, 1766) – severovýchodní Kolumbie, severozápadní Venezuela, Aruba a Curaçao
- C. c. horvathi (Madarász, 1904) – severozápadní Venezuela
- C. c. barnesi Gilliard, 1940 – středozápadní Venezuela
- C. c. sonnini (Temminck, 1815) – středoseverní Venezuela, Guiany a severní Brazílie
- C. c. mocquerysi (Hartert, E, 1894) – severovýchodní Venezuela
- C. c. leucotis (Gould, 1844) – údolí Magdalena (středoseverní Kolumbie)
- C. c. badius Conover, 1938 – středozápadní Kolumbie
- C. c. bogotensis Dugand, 1943 – středoseverní Kolumbie
- C. c. parvicristatus (Gould, 1843) – středovýchodní Kolumbie a středojižní Venezuela

Druhový status a vnitřní systematika druhu nicméně zůstávají předmětem debat. Někteří autoři považují křepela chocholatého za druhový komplex. Podobnost s křepelem proměnlivým (Colinus leucopogon) vedla některé badatele k závěru, že tyto druhy jsou konspecifické (náležící k témuž druhu) se dvěma skupinami poddruhů (první skupina poddruhů viz výše, druhá skupina 5 poddruhů jsou myšleny poddruhy křepela proměnlivého).

Vybraná dobová zobrazení
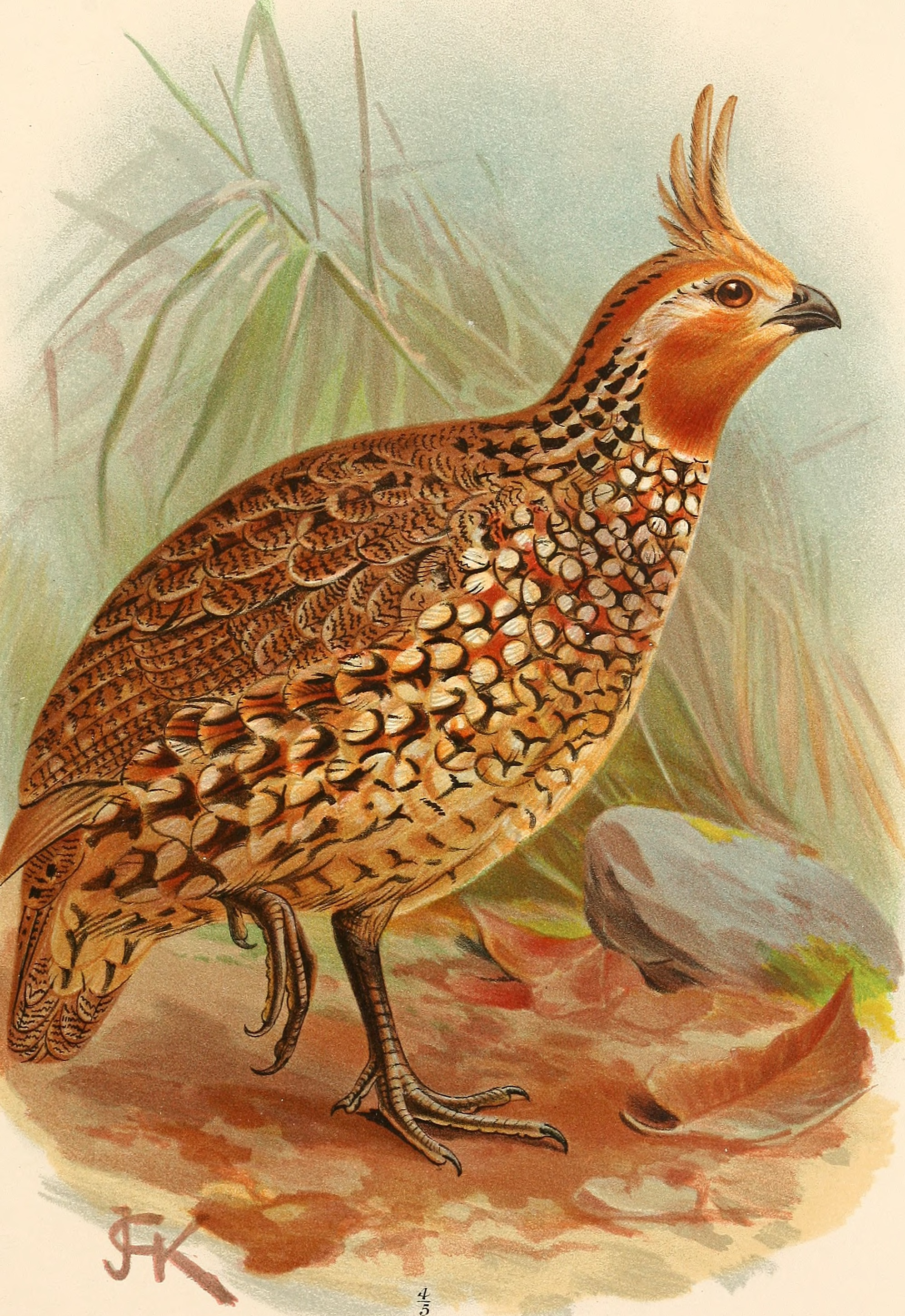
Ilustrace z roku 1892
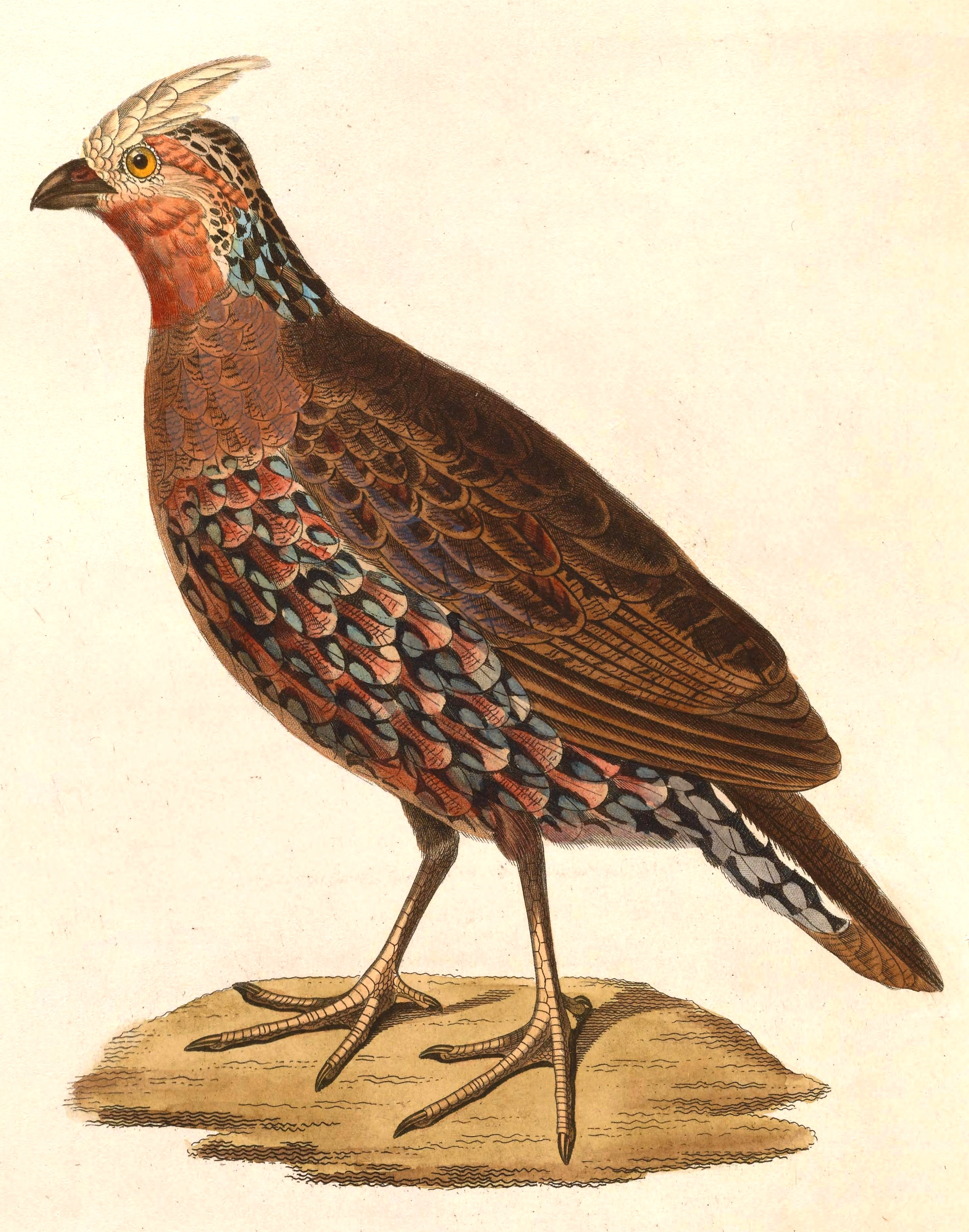
1838
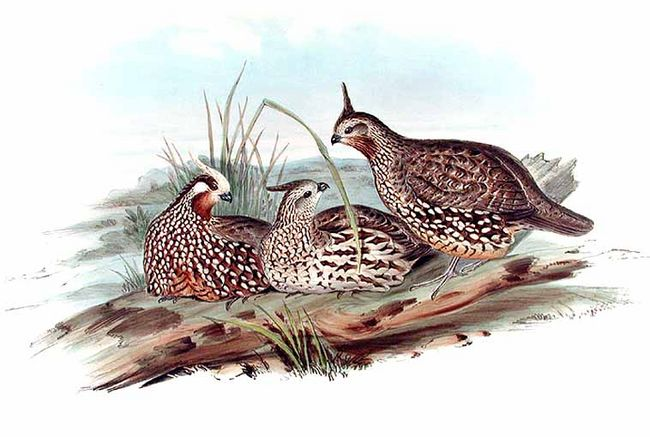
Ilustrace z Iconographia Zoologica

## Popis

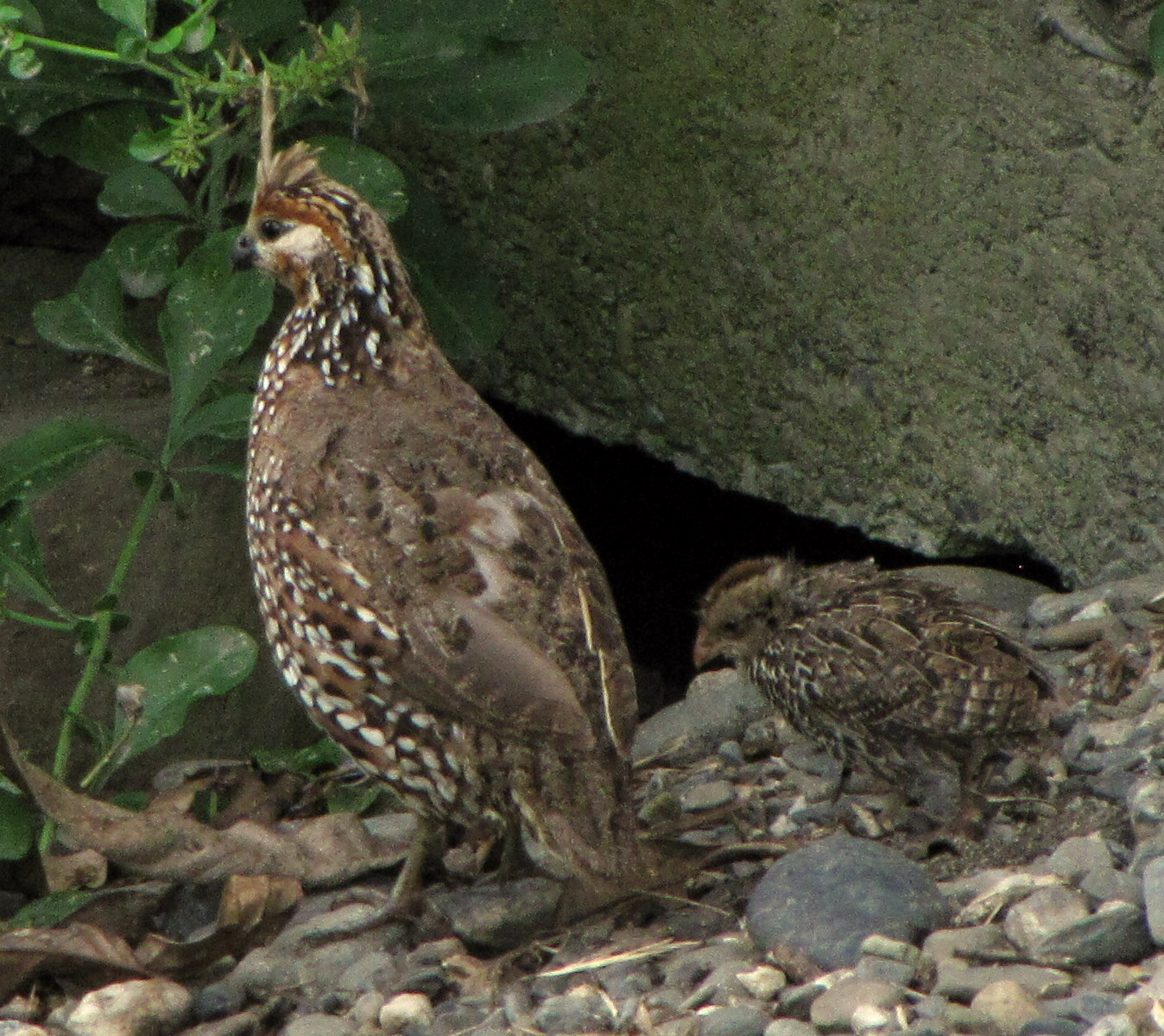
Dospělec s mládětem

Jedná se přisedlého ptáka s výškou 20–23 cm a váhou kolem 130 g. Samec i samice si jsou velmi podobní. Dominantu hlavy tvoří prodloužená pera na čele bílého až světle hnědožlutého zbarvení a chocholka, která bývá tmavší. Zbytek těla je převážně žlutohnědý až hnědý s občasným bílým nebo tmavým kropením. U jednotlivých poddruhů se vyskytují poměrně výrazné rozdíly v opeření.

## Biologie
V době hnízdění se vyskytuje v páru, mimo hnízdění se pohybuje v malých skupinkách do 20 ptáků. Většinu času tráví procházením otevřenějších částí lesa, kde hledá na zemi potravu v podobě semen, ovoce a hmyzu. Při vyrušení buď zamrzá, nebo se celá skupinka rozletí do různých stran včetně stromoví. Hnízdí od poloviny či koncem období sucha, první mláďata začínají létat kolem listopadu. Samice klade až 15 vajec do miskovitého hnízda postaveného z trav, často uzavřeného z horní strany.
Stanoviště druhu tvoří hlavně otevřenější krajina s hustou vysokou travnatou vegetací a žádnými nebo jen řídce rozesetými stromy. Vyhledává lesní okraje.

## Status
Mezinárodní svaz ochrany přírody hodnotí křepela proměnlivého jako málo dotčený druh. Populaci křepelů paradoxně pomáhá kácení pralesů, jelikož křepelové vyhledávají otevřená stanoviště. Jejich počty dosahují kolem 5 milionu kusů a populace je stabilní.